# Diffrazione (filologia)
La diffrazione indica la proliferazione di banalizzazioni nei testimoni di un testo, dovuta ad errori psicologici come l'omeoarchia da parte del copista o del tipografo. Il termine fu proposto da Gianfranco Contini. In termini tecnici si parla di diffrazione quando, in corrispondenza di una lectio difficilior nell'antigrafo, nelle copie da esso derivate si hanno lectiones faciliores dovute a banalizzazioni dei copisti. Quando almeno una delle copie conserva la lectio difficilior dell'antigrafo, si parla di diffrazione in praesentia; quando invece nessuna delle copie riporta la lectio difficilior dell'antigrafo si parla di diffrazione in absentia.